# Offrejoie
Offrejoie est une organisation humanitaire non gouvernementale libanaise apolitique et aconfessionnelle indépendante, fondée en 1985, pendant la guerre civile libanaise. Sa mission est de rassembler des volontaires de toutes régions, religions et confessions qui militent pour un monde pluriel, libre et juste autour de projets sociaux favorisant l'unité du peuple libanais. Depuis 2012, elle opère également en Irak.

## Histoire
En 1982, Mohamad Hamade, Walid Arnaout, Paul Nassar et Melhem Emile Khalaf, quatre jeunes volontaires de la Croix-Rouge libanaise issus de différentes communautés religieuses, aident les blessés pendant la guerre. Horrifiés par ce qu'ils ont vu, ils ont voulu agir en faveur des enfants souffrant de la violence et de la misère de la guerre. Nadim Souhaid les a rejoints. À l'origine Offrejoie a comme activité principale, l'organisation de colonies pour enfants. Depuis le spectre d'activité de l'association s'est étendu : chantiers de dépollution, rénovations d'écoles, visites de prisons et évaluation des conditions d'incarcérations, chantiers de Paix après des attaques, attentats, guerres, organisation de collectes de vêtements et de jouets.
En 2001, OffreJoie est à l’initiative d’un « manifeste pour la paix et la solidarité entre les communautés » que signeront 49 autres ONG. Melhem Khalaf recevra en son nom le Prix du Civisme et de la Solidarité par le Comité Français et francophone auprès de l’ONU 
En 2001, les enfants d’OffreJoie font signer par tous les candidats aux élections législatives, une « charte de bonne conduite » et la remettent au président de la République le 30 Mai.
En 2010, création d’OffreJoie Europe par des bénévoles français et des volontaires de l’association OffreJoie-Liban. OffreJoie organise un iftar (repas de rupture de jeûne) de réconciliation à la suite des graves incidents survenus à Beyrouth entre les communautés sunnite et chiite.
Depuis 2012, Offrejoie opère également en Irak, à la suite de l'attentat de la cathédrale de Bagdad.

## Organisation
L'ONG a été fondée par Melhem Khalaf. Il est aujourd'hui Président Honoraire au sein du Conseil d'Administration. Plusieurs centres Offrejoie sont présents au Liban notamment à Tripoli, Maad et Kfifane.

## Missions
Offrejoie organise ses activités autour des axes suivants :
- Former des messagers de Paix
- Construire une société plus juste
- Consolider la Paix civile
- Découvrir le pays par des excursions et séminaires
- Développer la solidarité sociale

## Reconnaissance
- 2013 – Ordre National du Cèdre octroyé par le Président de la République
- 2014 – Prix de la Paix pour le Liban octroyé par la Fondation Ghazal et la Fondation de France
- 2018 – Prix Elias Hraoui par le Comité de Commémoration d’Elias Hraoui